# Срби — чувари границе Хабзбуршке монархије
Срби — чувари границе Хабзбуршке монархије је историографски лексикон мр Душана М. Бапца, објављена 2019. године у издању Медија центра Одбрана Министарства одбране Републике Србије. У њему су сакупљене биографије око 250 истакнутих Срба који су се налазили у војној служби Хабзбуршке монархије.

## Аутор
Душан М. Бабац (1969) је српски магистар геолошких наука, хералдичар, публициста, члан крунског већа Александра Карађорђевића и директор Фонда Краљевски двор. Његов отац је филмски теоретичар и редитељ Марко Бабац, а деда је био пешадијски мајор Југословенске војске и помоћник команданта београдских корпуса ЈВуО током Другог светског рата генералштабног мајора Жарка Тодоровића Валтера. Један је од водећих српских војних публициста и аутор је неколико десетина монографија из српске војне историје, од којих је највећи део објавио Медија центра Одбрана Министарства одбране Републике Србије.

## Опис
Књига јесте енциклопедијски преглед биографија истакнутих Срба који су служили као официри и војници у Хабзбуршкој монархији (Аустријском царству и Аустроугарској) од почетка 15. века до распада Аустроугарске 1918. године. Неколико десетина њих је успело да достигне највише официрске чинове (генерали, подмаршали, маршали, адмирали), а чак 25 њих је одликовано Орденом Марије Терезије.
Књига је објављена 2019. године у издању Медија центра Одбрана Министарства одбране Републике Србије.

## Критике
На промоцији књиге која је одржана у октобру 2019. године на Међународном сајму књига у Београду, говорио и је директор Института за новију историју Србије историчар др Миле Бјелајац је позитивно оценио књигу:
Аутор је са много скрупула покушавао да укаже на судбину српског народа, али и официра српског порекла, који су током времена заборављали на њега, па често имамо примере унијаћења и прихватања других вера и националности – истакао је професор Бјелајац, подсетивши на неке од судбина две стотине Срба које је у свом делу забележио Душан Бабац.— др Миле Бјелајац